# カン・テオ
カン・テオ（ハングル：강태오、漢字：姜泰伍、本名：キム・ユンファン、ハングル：김윤환、漢字：金潤煥、1994年6月20日 - ）は、韓国の俳優。仁川広域市桂陽区出身。俳優5人で構成されたアイドルグループ5urprise（サプライズ）のメンバー。マン・オブ・クリエーション（MOC）所属。

## 経歴
2013年、Webドラマ『放課後サプライズ』で俳優デビュー。

## 出演

### テレビドラマ
- 放課後サプライズ（2013年、WEB） - カン・テプン役
- 特命、彼女を守れ!（2013年）
- ミス・コリア（2013年 - 2014年、MBC）
- 放課後サプライズ　シーズン2（2014年、WEB） - カン・テオ役
- ハタチ -20’s-（2014年）
- 夫婦クリニック 愛と戦争2（2014年、KBS2） - チュウォン役[2]
- 今日も青春（2014年）（韓国、ベトナム合作） - イ・ジュンス役
- 女王の花（2015年、MBC） - ホ・ドング役[3]
- 2度目の二十歳（2015年、tvN） - キム・ウチョル（少年時代）役
- 最高の恋人（2015年 - 2016年、MBC） - チェ・ヨングァン役[4]
- あなたはひどいです（2017年、MBC） - イ・ギョンス役[5]
- ショートSHORT（2018年、OCN）（平昌冬季五輪公式スペシャルドラマ） - カン・ホヨン役[6]
- 私が恋した男オ・ス（原題：その男、オ・ス）（2018年、OCN） - キム・ジヌ役[7]
- 初恋は初めてなので（2019年、Netflix） - フン役[8]
- ノクドゥ伝～花に降る月明り～（2019年、KBS2） - チャ・ユルム役[9]
- 欠点ある恋人たち（2019年 - 2020年、MBC） - オ・ジョンテ役[10]
- それでも僕らは走り続ける（2020年 - 2021年、JTBC） - イ・ヨンファ役[11]
- ある日、私の家の玄関に滅亡が入ってきた（2021年、tvN） - イ・ヒョンギュ役[12]
- デコピン一発が別れに及ぼす影響（2021年、KBS2） - チャ・ミンジェ役
- 39歳（2022年、JTBC） - ヒョンジュンの友人役[13]
- ウ・ヨンウ弁護士は天才肌（2022年、ENA） - イ・ジュノ役[14]
- ジャガイモ研究所 （2025年、tvN） - ソ・ベクホ役

### 映画
- 風水師 王の運命を決めた男（2018年） - ウォンギョン役

### バラエティ番組
- 出発!ドリームチーム（2013年）[15]
- ベストカップルリターンズ（2015年）[16]
- 韓・タイドリームチーム（2015年）[17]
- ジャングルの法則（2016年）[18]
- 君たちのセレンディピティ（2017年）[19]
- 私たち結婚しました（2017年） - 特別出演[20]
- ランニングマン（2020年）[21]

### MC
- ベトナム映画の日（2018年）[22]

## 賞とノミネート

### 受賞
- 2015年「ベトナムドラマアワード 主演男優賞」（『今日も青春』）[23]
- 2017年「第2回アジアアーティストアワード ライジングスター賞」（『あなたはひどいです』）[24]
- 2019年「KBS演技大賞 男性新人賞」(『ノクドゥ伝』）[25]

### ノミネート
- 2017年「MBC演技大賞 優秀俳優賞」（『あなたはひどいです』）
- 2019年「KBS演技大賞 ベストカップル賞」（with チャン・ドンユン『ノクドゥ伝』）
- 2019年「KBS演技大賞 ネチズン賞」（『ノクドゥ伝』）